# Маніпулятор буровий
Маніпулятор буровий (рос. манипулятор буровой, англ. drill manipulator; нім. Bohrarm m) — біфункціональна установка для механізованого буріння шпурів і вантажопідйомних операцій. Розрізнюють радіальні (обертальні), лінійні, колонкові (телескопічні) і стрілоподібні М.б.
Переміщення бурильної машини вздовж осі і створення певного зусилля на вибої проводиться за допомогою поршневого гідравлічного або ланцюгового механізму подачі. Така конструкція дає можливість бурити шпури у вибоях підземних виробок і тунелів під будь-яким кутом з високою точністю. М.б. встановлюють на шасі з рейковим, гусеничним або пневмошинним ходом і застосовують для механізованого буріння шпурів при проведенні гірн. розвідувальних і експлуатаційних виробок перетином 4 м² і більше, при проходженні тунелів до 100 м², відбійці скельних порід в шахтах і на кар'єрах, а також в дорожньому, гідротехнічному будівництві. У ряді випадків використовують для буріння шпурів під анкерне кріплення, а також як вантажопідйомний пристрій для установлення кріплення виробок великого перетину.